# Triton (héraldique)
Pour les articles homonymes, voir Triton.

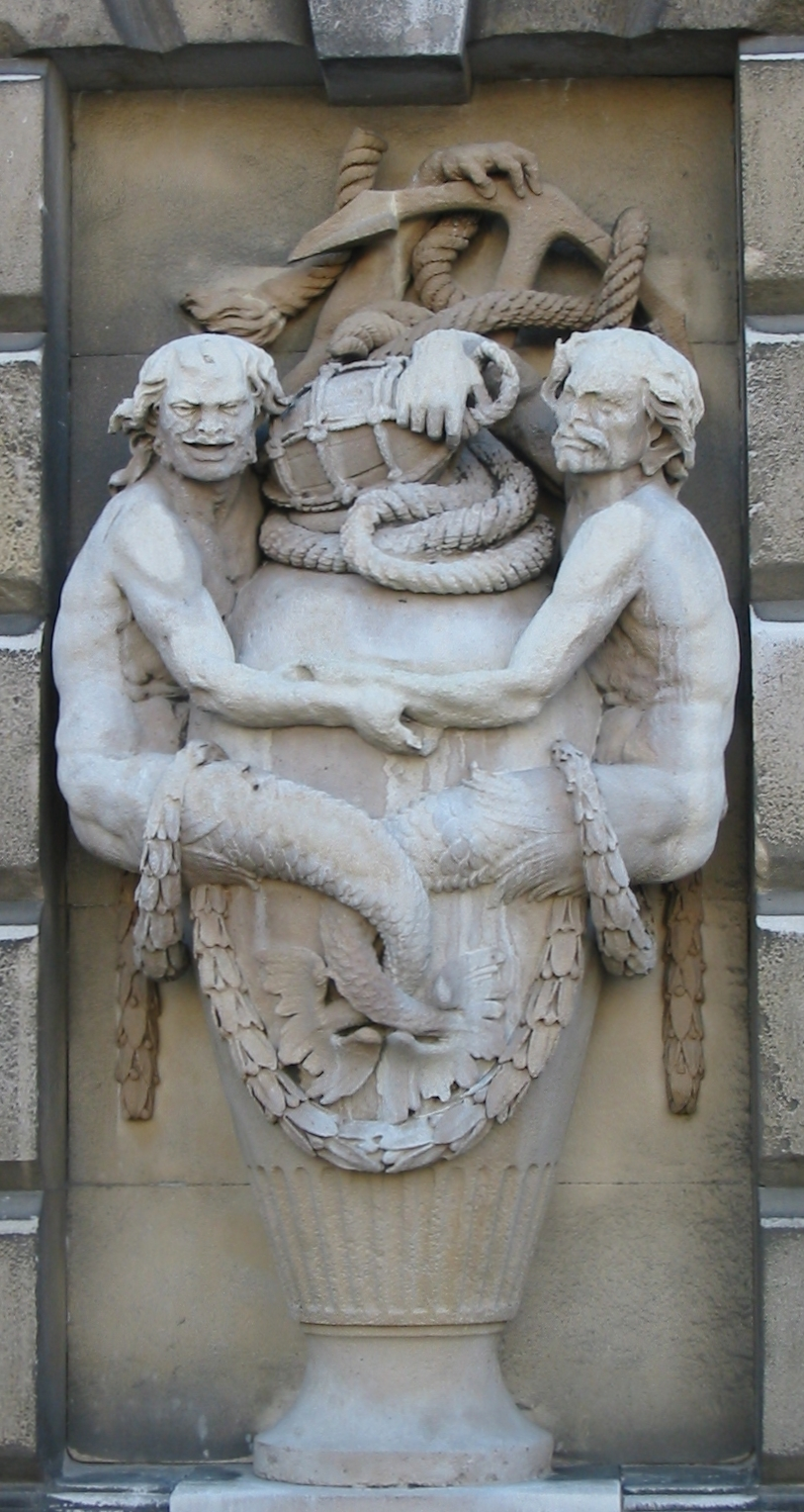
Tritons

Le triton (nom commun) est une figure héraldique imaginaire, évoquant son modèle mythologique.
Mais il est plutôt représenté dans une position verticale (rappelant celle de son homologue féminin la sirène).
En héraldique, il est souvent représenté casqué ou couronné.
Symbolique :
Triton a évolué dans l’imaginaire collectif, mais il a toujours été lié à la navigation et a toujours été une divinité susceptible de porter secours aux marins. Parmi ses attributs, le plus distinctif est issu du monde marin : la conque. Par le son qu’elle pouvait émettre, la conque a été utilisée par les peuples maritimes comme signal protecteur. 
Placés au premier étage du phare d’Alexandrie, les tritons apparaissaient comme un symbole fort du monde maritime, mais aussi du pouvoir en place. 